# Liste de banques privées
Liste de banques privées par pays.

## France
A :
- Arkéa Banque Privée (Groupe Arkéa)
- Axa Wealth Management (Groupe AXA)

B :
- BNP Paribas Banque Privée (Groupe BNP Paribas)
- Bred Banque Privée  (Groupe BPCE)

C :
- CIC Banque Privée (Groupe Crédit mutuel)
- Crédit du Nord Banque Privée (Groupe Société générale)
- Crédit Agricole Banque Privée (Groupe Crédit agricole)

D :
- Banque Degroof Petercam
- Banque Delubac & Cie

E :
- Edmond de Rothschild
- EFG Banque Privée

G :
- Gresham Banque (Groupe Apicil)
- Groupama Banque Privée

H :
- Banque Hottinguer
- HSBC Private Banking (Groupe HSBC)

I :
- Indosuez Wealth Management (Groupe Crédit Agricole)

L :
- Lazard Frères Banque / Lazard Frères Gestion
- LCL Banque Privée (Groupe Crédit agricole)
- Louvre Banque Privée (Groupe La Banque postale)

M :
- Banque Martin Maurel (Groupe Rothschild & Co)
- Banque Michel Inchauspé
- Meeschaert Gestion Privée
- Milleis Banque Privée

N :
- Natixis Wealth Management (Groupe BPCE)
- Neuflize OBC (Groupe ABN AMRO)

O :
- Oddo BHF

P :
- Banque Palatine (Groupe BPCE)

R : 
- Banque Richelieu

S :
- Banque Privée Saint Germain (Groupe Oddo BHF)
- Société Générale Private Banking (Groupe Société générale)
- Swiss Life Banque Privée (Groupe Swiss Life)

T :
- Banque Transatlantique  (Groupe Crédit Mutuel - CM11)

U :
- UBS

W :
- Banque Wormser Frères

## Luxembourg
- Advanzia Bank
- Banque de Luxembourg (Groupe Crédit Mutuel)
- Banque Internationale à Luxembourg (BIL)
- Banque Transatlantique Luxembourg
- Compagnie de Banque Privée
- Indosuez Wealth Management
- KBL European Private Bankers SA (KBL epb)
- ING Private Banking
- Banque Degroof Petercam
- UBS
- BNP Paribas Wealth Management
- Edmond de Rothschild Europe
- Banque de Patrimoines Privés (Groupe Crèdit Andorrà)
- Banque Havilland

## Maroc
- Attijariwafa bank Banque Privée
- Banque Populaire Private Banking
- BMCE Capital Gestion Privée
- BMCI-BNP Paribas Banque Privée
- CFG Bank Banque Privée
- Crédit du Maroc Banque Privée
- Société Générale Banque Privée
- Belghazi Family Office (Pegaze)

## Monaco
- Compagnie Monégasque de Banque (CMB)
- CFM Monaco (Crédit agricole)
- Rothschild Martin Maurel Monaco

## Pays-Bas
- ABN AMRO Private Banking
- Banque Degroof Petercam
- Theodoor Gilissen Bankiers (KBL epb)

## Royaume-Uni
- Banque Transatlantique London Branch
- Barclays
- Brown Shipley (KBL epb)
- HSBC Private Bank
- Legal & General
- Lloyds TSB

## États-Unis
- JPMorgan Chase & Co.
- Morgan Stanley
- Goldman Sachs
- Banque of America Merrill Lynch
- Citi Private Bank

## Belgique
- Banque de Luxembourg Succursale de Belgique
- Banque Transatlantique Belgium
- Bnpparibasfortis Private Banking
- Delen Private Bank
- ING Private Banking
- Puilaetco Dewaay Private Bankers
- Banque Degroof Petercam
- KBC Private Banking
- Van de Put & Co
- Nagelmackers

## Suisse
Attention en Suisse, il y a une différence entre les banques privées et banquiers privés. La liste ci-dessus comportes des deux types !
Un banquier privé ne crée pas de monnaie, les associés sont indéfiniment responsables, ils répondent de leurs fortunes personnelle en cas de faillite. En outre «Banquiers Privés» est une marque déposée en Suisse .
- Banque Bonhôte & Cie
- Bordier & Cie
- Banque Degroof Petercam
- Julius Bär
- Banque privée Edmond de Rothschild
- Banque SYZ
- Credit Suisse Group
- Hottinger & Cie
- E.Gutzwiller & Cie
- Gonet & Cie
- Hyposwiss Private Bank Genève SA
- Landolt & Cie
- Lombard Odier Darier Hentsch & Cie
- NBAD Private Bank (Suisse) SA
- Notenstein La Roche Banque Privée SA
- Millennium Banque privée
- Groupe Mirabaud
- Banque Piguet Galland
- Groupe Pictet
- Rahn + Bodmer
- Reichmuth & Co
- Banque Thaler SA
- Banque Safra Sarasin
- UBP
- UBS
- Vontobel

## Danemark
- Jyske Bank

## Grèce
- Alpha Bank

## Liban
- FFA Private Bank

## Vatican
- Institut pour les œuvres de religion

## Andorre
- Crèdit Andorrà
- Andbank
- Banca Privada d'Andorra
- BIBM Banca Privada

## Ile Maurice
- Bramer Bank

## Russie
- Alfa Bank